# Heterusia subspurcata
Heterusia subspurcata là một loài bướm đêm trong họ Geometridae.